# Юлянйоки
Ю́лянйо́ки (фин. Ylänjoki) — ручей в России, протекает по территории Лоймольского сельского поселения Суоярвского района Карелии. Длина ручья — 12 км.
Ручей берёт начало из ламбины без названия и далее течёт преимущественно в северо-западном направлении по заболоченной местности. В среднем течении протекает через озеро Гнилое. Впадает в реку Юуванйоки на высоте 103 м над уровнем моря.
Ручей имеет пять притоков суммарной длиной 11 км.
Населённые пункты на ручье отсутствуют.
Название ручья переводится с финского языка как «верхний ручей».
Код объекта в государственном водном реестре — 01040300212202000010938.